# Oberonioides
Oberonioides är ett släkte av orkidéer. Oberonioides ingår i familjen orkidéer.
Kladogram enligt Catalogue of Life:
| Oberonioides | \| \| Oberonioides microtatantha \| \| \| \| \| \| Oberonioides oberoniiflora \| \| \| \| |
|              | \| \| Oberonioides microtatantha \| \| \| \| \| \| Oberonioides oberoniiflora \| \| \| \| |
|              | Oberonioides microtatantha                                                                |
|              |                                                                                           |
|              | Oberonioides oberoniiflora                                                                |
|              |                                                                                           |